# Nationaler Botanischer Garten Kiew
Der Nationale Botanische Garten „M. M. Hryschko“ (NBG) von Kiew (ukrainisch Національний Ботанічний сад ім. М. М. Гришка/ Nazionalnyj Botanitschnyj Sad M. M. Hryschka) wurde zu Beginn des 20. Jahrhunderts neu angelegt und 1936 eröffnet. Er belegt eine Fläche von 117 ha und besitzt etwa 13.000 verschiedene Gewächse aus aller Welt, darunter eine Vielzahl von Sträuchern und Bäumen aus Europa und Ostasien. Bemerkenswert ist die Artenvielfalt mit Eiben, Eichen, Ahorn, Linden, Birken, Walnussbäumen, Flieder und Wildobstarten. Nach Ausdehnung und Bewuchs gehört der NBG zu einem der größten botanischen Anlagen in Europa; er untersteht der Nationalen Akademie der Wissenschaften. Auf dem Gelände befinden sich außerdem die wenig bekannten Klosteranlagen Wydubizki und Jona. Der NBG gehört zum nationalen Kulturerbefonds.
Zur Unterscheidung zu dem in Kiew bereits 1839 eröffneten Botanischen Garten „A. W. Fomin“, der zur Taras-Schewtschenko-Universität gehört, wird die hier dargestellte Gartenanlage auch Neuer Botanischer Garten genannt und trägt den Namen des Botanikers Mykola Mykolajowytsch Hryschko (Nikolai Nikolajewitsch Grischko).

## Geschichte

### Entstehung und Aufgaben
Nachdem 1918 die Nationale Akademie der Wissenschaften gegründet worden war, entstand auf der Basis wissenschaftlicher Arbeiten des Botanikers Wladimir Ippolitowitsch Lipski die Idee der Schaffung eines eigenen Botanischen Gartens. Die Vorbereitungen begannen unter Lipskis Leitung, der zugleich der erste Präsident der Wissenschaftsakademie war. Er arbeitete dabei mit dem Botaniker Walter E. Schmidt eng zusammen. Wegen des Bürgerkrieges nach dem Ende des Ersten Weltkrieges mussten die Arbeiten jedoch eingestellt werden. Lipski nahm 1928 den Posten eines Direktors des Botanischen Gartens in Odessa an und zog deshalb aus Kiew fort. Nun übernahm Akademiemitglied Alexander Wassiljewitsch Fomin die Weiterführung der Vorbereitungsarbeiten samt der offiziellen Beantragung. Am 22. September 1935 hatte der Stadtsowjet schließlich die Einrichtung eines wissenschaftlichen Botanischen Gartens genehmigt und dafür eine größere bewaldete Fläche im Stadtviertel Petschersk unentgeltlich zur Verfügung gestellt. Die Pflanzarbeiten zur Herrichtung eines Arboretums mit Bäumen und Sträuchern der Ukraine konnten im folgenden Frühjahr beginnen. Mykola Hryschko, der zum ersten Direktor des neu gegründeten Kiewer Instituts für Botanik berufen worden war, holte für die Leitung des neuen Botanischen Gartens den Wissenschaftler Jacob Klimowitsch Gotsik nach Kiew. Finanzielle Probleme der Akademie führten zu einer verzögerten Entwicklung, so dass bis 1939 gerade einmal 1000 Freilandpflanzen angesiedelt werden konnten. In einem neu gebauten Groß-Laborgebäude wurden gleichzeitig rund 1000 Gewächshauspflanzen eingesetzt. Die Leitung des neuen Labors lag in den Händen der Forscher W. M. Ljubimenko, N. G. Kalte und A. O. Sapegin.
Die wichtigsten Aufgaben des Nationalen Botanischen Gartens umfassen vor allem Grundlagenforschungen zum Pflanzenverhalten und Verbreitung des neuen Wissens in enger Zusammenarbeit mit Forschungseinrichtungen aus dem In- und Ausland. Ein weiterer Schritt dazu war die Eröffnung einer Spezialbibliothek im Jahr 1944, deren Bestand bis zum Beginn des 21. Jahrhunderts auf rund 85.000 Veröffentlichungen aus dem Bereich der Botanik gewachsen ist.

### Der Botanische Garten zwischen 1944 und 1991
Nach der Beendigung des Zweiten Weltkrieges wurde das Korrespondierende Mitglied der Akademie der Wissenschaften der UdSSR Eugen M. Kondratjuk neuer Direktor des NBG. Er verlagerte den Aufgabenschwerpunkt entsprechend den aktuellen Erfordernissen des Wiederaufbaus der Wirtschaft in der gesamten Sowjetunion auf schnelles Wachstum von Nutzpflanzen bei gleichzeitiger Ertragssteigerung und auf Fragen der Landschaftsgestaltung. Der Park selbst wurde in diesen Jahren zu einem bedeutenden Landschaftspark umgestaltet. 
Am 29. März 1964 erfolgte die von der Akademieleitung beschlossene Öffnung des NBG für alle Interessenten.
Bis zum Jahr 1991, während der Zugehörigkeit der Ukraine zur Sowjetunion trug die Anlage die offizielle Bezeichnung „Zentraler Republikanischer Botanischer Garten der Akademie der Wissenschaften der Ukraine“.

### Die Gartenanlage in der heutigen Zeit
Der NBG ist seit der Unabhängigkeit der Ukraine Bestandteil der Nationalen Akademie der Wissenschaften und erfüllt die folgenden Hauptaufgaben: Erhalten und Erforschen von seltenen und bedrohten Arten lokaler und internationaler Flora; Einführen, Akklimatisation und Züchten von Pflanzen (vor allem bedrohte Arten) und Führen einer Pflanzen-Samenbank. Darüber hinaus besitzt der botanische Garten große Bedeutung für Erholung, Umwelt und Freizeit.
Der NBG ist Bestandteil des ukrainischen Naturschutzfonds.

## Die Direktoren des NBG und seines Vorläufers
- (1918–1928: Wladimir Ippolitowitsch Lipski und Walter E. Schmidt)
- (1928–1935: Alexander W. Fomin und Mykola M. Hryschko)
- 1935: Walter Schmidt[2]
- 1936–1944: Jacob Klimowitsch Gotsik
- 1944–?: M. M. Hryschko[2]
- ?–1965: Eugen M. Kondratjuk
- 1965–1988: Andrej Michailowitsch Grodzinsky
- seit 1988: Tatjana Scherewtschenko, Doktor der Biologie

## Lage und Beschreibung der Anlage
Der Park trägt die Adresse Timirjasjewska Straße 1 (01014 Україна, м.Київ, вул.Тімірязєвська, 1) und befindet sich auf einer früher Tiergehege genannten Fläche, deren reiche Wildtierbestände in dem dichten Wald von Fürsten und ihren Gästen gern gejagt worden waren. Das Gelände liegt am Hang zum Dnepr hin zwischen dem Boulevard der Völkerfreundschaft, der Unteren Dnipro-Chaussee, der Bastionsstraße und der Timirjasjewska. Vom Haupteingang an der Bastionsstraße, der von zwei supermoderne Torbauten flankiert wird, gehen radial die Fußwege zu den verschiedenen Gartenteilen ab. Der Hauptweg ist promenadenartig gestaltet. Der NBG enthält Gärten mit Monokultur (Моносади) wie Rosen oder Lilien, Sammlungen von tropischen und subtropischen Pflanzen (insgesamt sind 3000 Arten zusammengetragen worden), Sammlungen von Obst, Gemüse und Kräutern, Sammlungen von blühenden Zierpflanzen; insgesamt ist die Fläche in 28 Teilbereiche aufgeteilt. Der Bereich der Obst- und Formengärten ist für die Öffentlichkeit nicht freigegeben. Hier fanden in früheren Jahren Empfänge für Staatsgäste statt.
Etwa 40 Prozent des Parks sind dem natürlichen Lebensraum der hier angesiedelten Gewächse Eurasiens nachgestaltet: Waldgebiete der Ukraine, die Steppe der Ukraine, die ukrainischen Karpaten, Krim, Kaukasus-Region, Zentralasien, Ferner Osten, Altai und Westsibirien. – Im Jahr 1970 wurde eine Fläche eingerichtet, die die Anpflanzung, Züchtung und das Auswildern besonders seltener Pflanzen der Ukraine wie dem gelben Rhododendron (Rhododendron luteum Sweet) oder dem echten Frauenschuh (Cypripedium calceolus L.) zum Ziel hat. – Im Bereich Ukrainische Steppe wurde auf einem Hügel eine 2000 Jahre alte südukrainische Götzenfigur aufgestellt, die als Geschenk nach Kiew kam. Vandalen haben den steinernen Kopf zu Beginn des 21. Jahrhunderts abgeschlagen, sein Verbleib ist unbekannt.
Im Park befinden sich zahlreiche Treibhäuser und ein 32 m hohes Gewächshaus mit etwa 2000 m² Nutzfläche. Hier sind mehr als 200 Arten Azaleen, Kamelien, Orchideen, Sukkulenten und tropische Früchte zu sehen. Im Jahr 2010 wurde begonnen, ein zweites Gewächshaus zu errichten. Darin sollen weitere tropische Pflanzen aber auch Kleintiere und Wasserbewohner gezeigt werden.

## Service des NBG und Verkehrsanbindung
Der NBG organisiert wissenschaftliche Konferenzen und bildet in eigenen Kursen auch Gärtner aus.
Für Besuchergruppen, Schulklassen oder größere Betriebe übernehmen die Mitarbeiter des NBG Führungen, Beratungen oder Schulungen zu Design und Landschaftsgestaltung, richtiges Pflanzen und Pflegen von Bäumen einschließlich Obstbäumen, Sträuchern oder Blühpflanzen, Anlegen von Rasenflächen, Steingärten, Hecken oder Beeten, Begrünung von Wintergärten, Gestaltung von Balkonen, Agrochemie und Bodenkunde, Bodenverbesserung und noch vieles mehr.
Ein Sommer-Café, ein kleines Restaurant sowie Freizeitmöglichkeiten mit einer Skatebahn, Kinderspielplätzen und vielen Sitzecken im Freien sind gern genutzte Besucherangebote.
Der Landschaftsgarten kann von der Metrostation Druzby Narodiv („Völkerfreundschaft“), mit den Trolleybussen 14, 62 oder dem Minibus Marschrutki 62 erreicht werden.